# Gaston Allemane
Pour les articles homonymes, voir Allemane.
Gaston Jean Bertrand Allemane, né le 29 mars 1903 à Sauveterre-de-Comminges (Haute-Garonne) et mort le 1er avril 1989 à Paris 16e, est un homme politique français.

## Biographie

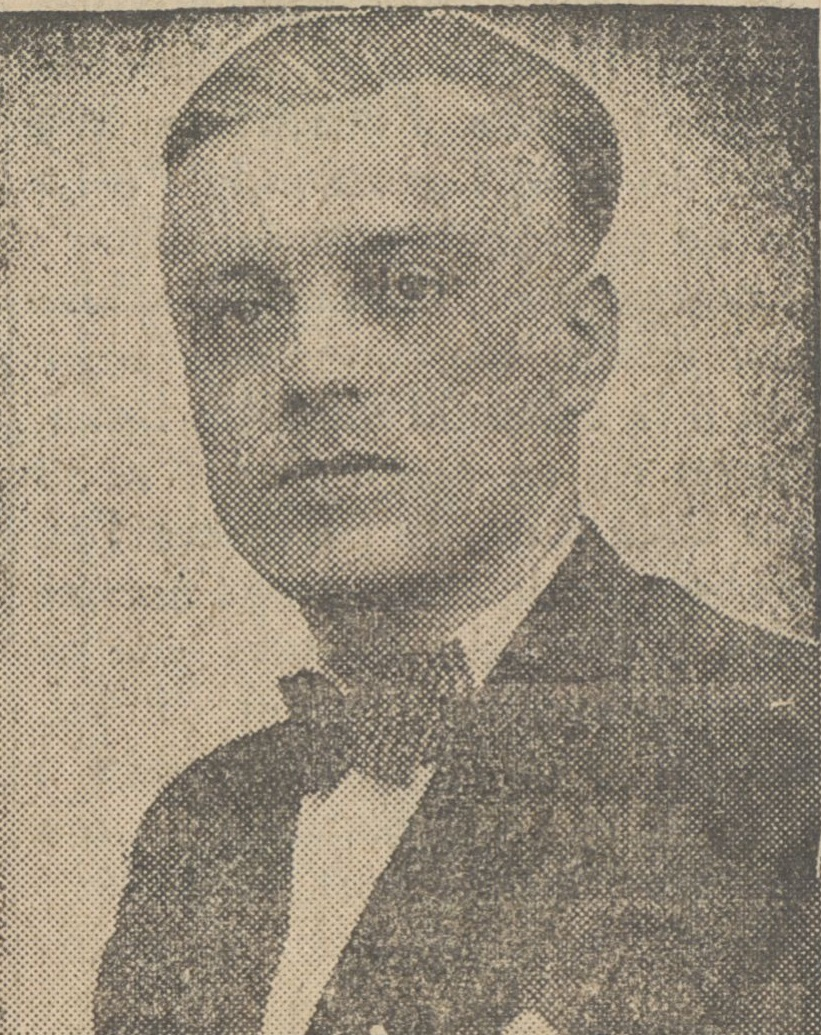
Gaston Allemane vers 1937.

Fils d'un charpentier, Gaston Allemane est le petit-neveu de Jean Allemane, important leader socialiste de la fin du XIXe siècle.
Militant socialiste à Paris, il s'installe en 1932 à Champigny-sur-Marne, où il est élu maire-adjoint, dans la municipalité dirigée par le socialiste Gaston Chardin en 1935 et, cette même année, conseiller général de la Seine dans le canton de Nogent-sur-Marne.
En 1936, il est élu député sous les couleurs du Front populaire, et siège au sein du groupe socialiste. À cette période, il est proche de l'aile gauche du parti, et représente la gauche révolutionnaire de Marceau Pivert dans la commission qui administre Le Populaire.
Mobilisé en 1939 dans l'infanterie, il participe néanmoins à la séance du parlement du 10 juillet 1940 et se prononce pour la remise des pleins pouvoirs au maréchal Pétain. Franc-maçon, refusant de désavouer sa loge, il est rapidement mis à l'index par le nouveau pouvoir, et démissionne en 1941 de ses mandats locaux, qui lui avaient été conservés par le régime.
Il participe alors à la reconstitution du parti socialiste, dans la clandestinité, et fait partie du comité directeur provisoire mis en place sous l'autorité de Daniel Mayer.
Mais, à la Libération, il est exclu de la SFIO reconstituée du fait de son vote de 1940. Malgré l'intervention d'Édouard Depreux, il n'est pas non plus admis à se présenter sous l'étiquette socialiste aux élections locales. Allemane quitte alors le parti, et se présente ensuite en 1951 et 1956 aux législatives sous l'étiquette de socialiste indépendant. Il n'aura cependant aucun mandat électif. Il travaille alors comme administrateur dans la presse écrite.
En 1960, il adhère au Parti socialiste unifié, et plus tard au Parti socialiste, sans y avoir de responsabilité.

## Sources
- « Gaston Allemane », dans le Dictionnaire des parlementaires français (1889-1940), sous la direction de Jean Jolly, PUF, 1960 [détail de l’édition]